# سوفیا آلکسیونا
سوفیا آلکسیونا (به روسی: Со́фья Алексе́евна) (۲۷ سپتامبر ۱۶۵۷ – ۱۴ ژوئیه ۱۷۰۴) دختر تزار الکسی یکم، خواهر فیودور سوم و نایب‌السلطنه روسیه تزاری از سال ۱۶۸۲ تا ۱۶۸۹ میلادی بود. سوفیا نخستین زنی بود که در تاریخ روسیه رسماً حکومت می‌کرد.
سوفیا سومین دختر زنده مانده تزار الکسی از همسر اولش، ماریا میلوسلاوسکایا بود. او پس از مرگ برادرش تزار فیودور سوم در ۷ مه ۱۶۸۲، به‌طور غیرمنتظره‌ای وارد عرصۀ حکومت روسیه شد. وی از اصلی‌ترین گردانندگان شورش ۱۶۸۲ مسکو بود که در آن به کمک سپاه استرلتسی از به سلطنت رسیدن پتر جوان جلوگیری کرد. سوفیا خاندان ناریشکین‌ها را از رسیدن به قدرت باز داشت و مقامات را متقاعد کرد تا پتر و برادرش ایوان پنجم با هم بر تخت بنشینند و خود او نیز، به عنوان نایب‌السلطنه قرار بگیرد. تا سال ۱۶۸۹ که پتر او را از قدرت به زیر کشید، سوفیا به مدت ۷ سال فرمانروای حقیقی روسیه تزاری بود.

## تولد و اوایل زندگی
سوفیا سومین دختر زنده مانده تزار الکسی یکم از همسر اولش، ماریا میلوسلاوسکایا بود که در ۲۷ سپتامبر ۱۶۵۷ در مسکو به دنیا آمد. او تنها دختر تزار بود که زیر نظر سیمئون پولوتسکی معلم دیگر برادران او تحصیل کرده بود. سوفیا پس از مرگ برادرش تزار فیودور سوم در ۷ مه ۱۶۸۲، به‌طور غیرمنتظره‌ای وارد عرصۀ حکومت روسیه شد و سعی در جلوگیری از به تخت نشستن برادر ناتنی کوچکترش پتر به نفع برادر تنی خو  ایوان کرد.
سوفیا حتی پیش از به قدرت رسیدن، در عرصۀ سیاست روسیه تأثیرگذار بود. سوفیا احتمالاً در تعیین تزار قبلی در سال ۱۶۷۶، به نفع برادرش فئودور عمل کرد؛ زیرا شایعات مختلفی در مورد درخواست او از پدرش الکسی یکم در حال مرگ، مبنی بر اینکه پیتر را وارث خود معرفی نکند وجود دارد. پس از به سلطنت رسیدن فئودور، توانایی‌های او برای حکومت به دلیل سلامت ضعیف او مورد تردید قرار گرفت؛ اما با گذشت زمان توانایی‌های ذهنی او ازجمله با آموزش‌های سیمئون پولوتسکی به خوبی رشد کرد. در طول سلطنت کوتاه فیودور سوم (۱۶۷۶–۱۶۸۲)، بسیاری از مورخان معتقداند که او در واقع تحت حمایت خواهرش سوفیا حکومت می‌کرد.
با زوال سلامت تزار جوان، افراد بیشتری برای کمک و مشاوره با او برخاستند و سوفیا متوجه شد که نفوذ او به‌طور پیوسته در حال کاهش است. هنگامی که فئودور درگذشت، سوفیا بلافاصله به صحنه سیاسی بازگشت. او در مراسم تشییع جنازه برادرش شرکت و در حین انجام این کار غوغایی به پا کرد. در آن دوره، اقوام زن تزار از دربار و سایر عرصه‌های سیاسی دور نگه داشته می‌شدند و مراسم تشییع جنازه به‌طور سنتی بدون حضور زنان برگزار می‌شد. اما سوفیا بر حضور خود در مراسم تشییع جنازه پافشاری کرد و هم‌زمان زنجیره‌ای از وقایع را موجب شد که منجر به رسیدن او به نایب‌السلطنگی شدند.

## رسیدن به قدرت
تزار الکسی دو خاندان سلطنتی از دو همسرش به جا گذاشته بود که هر دو آنها، حداقل یک وارث مذکر داشتند. رقابت این دو خاندان باعث شد سوفیا نقشه‌ای برای تضمین قدرت خود و خانواده‌اش طراحی کند. او با تبلیغ برادر تنی‌اش ایوان به عنوان وارث قانونی تاج و تخت، تلاش کرد پدرسالار و بویار‌ها (اشراف روس) را متقاعد کند که باید تصمیم اخیر خود برای تاج‌گذاری پیتر را لغو کنند. او با اصرار بر اینکه اعلامیه پادشاهی پتر قوانین سلطنتی را با نادیده گرفتن برادرش زیر پا گذاشته است، پادشاهی مشترک ایوان و خودش را پیشنهاد کرد. پس از رد سریع و متفق‌القول این پیشنهاد، سوفیا برای کمک و حمایت به سراغ نیروهای نظامی رفت. سلب ناعادلانه حقوق ایوان که پسر بزرگ‌تر الکسی بود و شایعه مرگش، مانند جرقه‌ای برای سربازان ناراضی سپاه استرلتسی عمل کرد. آنها به کاخ سلطنتی یورش بردند و بسیاری را از جمله آرتامون ماتویف و دو برادر ناتالیا را به قتل رساندند.

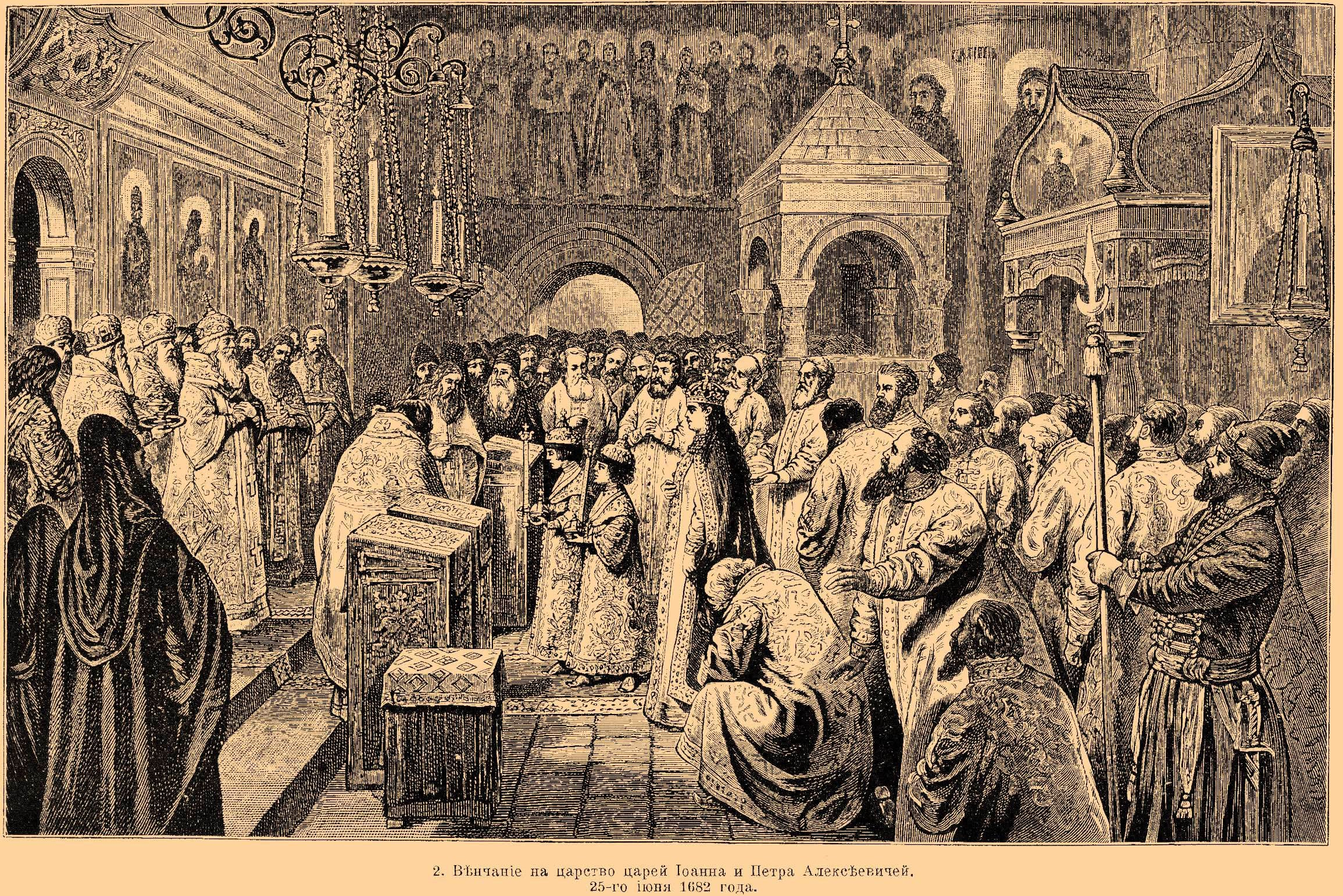
نگاره‌ای از تاج‌گذاری مشترک ایوان پنجم و پتر یکم. سوفیا نیز در کنار آنها حضور دارد.

پس از شورش سپاه استرلتسی در ۲۵ ژوئن ۱۶۸۲، مجلسی مرکب از بزرگان تشکیل شد و به اتفاق آراء ایوان بیمار را به عنوان تزار اول و پیتر ۹ ساله را به عنوان تزار دوم انتخاب و پاتریاک یواکیم، پاتریارک مسکو آنها را تاج‌گذاری کرد. از آنجا که هر دو هنوز کودک بودند و سوفیا در زمان مرگ فئودور تنها عضو بالغ خاندان سلطنتی تلقی می‌شد، سوفیا نیز به عنوان نایب‌السلطنه برگزیده شد. او با استفاده از دانش سیاسی و حکومتی که از زمان فئودور آموخته بود، اشراف و کشیش اعظم را در مورد توانایی خود برای حکومت بر روسیه متقاعد کرد. همانطور که سوفیا قبل از مرگ تزار فئودور ترتیب داده بود، واسیلی گلیتسین به عنوان رئیس واقعی دولت منصوب شد و اکثر سیاست‌ها را در زمان سلطنت خود اجرا کرد.

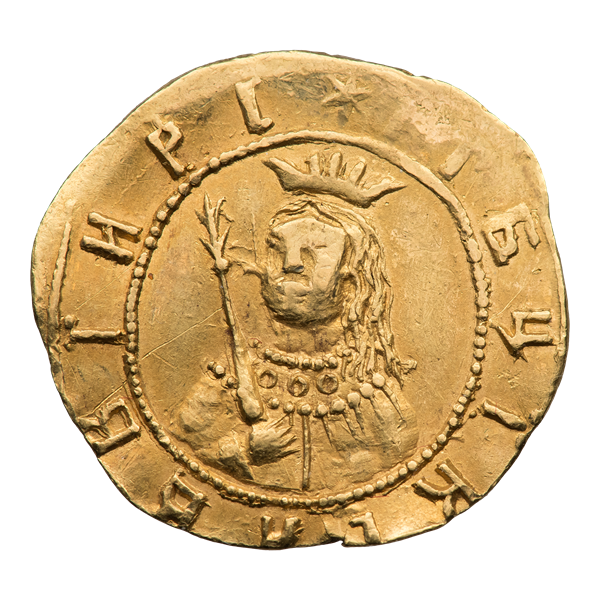
سکه طلا روسیه تزاری با تصویر سوفیا آلکسیونا

هنگامی که باورمندان کهن نیز در پاییز ۱۶۸۲ به شورشیان پیوستند و خواستار لغو اصلاحات راسکول شدند، سوفیا کنترلش بر متحد سابق خود یعنی ایوان خووانسکی را از دست داد. خووانسکی پس از کمک به سوفیا در ماه مه، از نفوذ خود بر سربازان استفاده کرد تا دربار او را مجبور به فرار از کرملین مسکو کند. شورشیان استرلتسی که شورش را برانگیخته بودند، امیدوار بودند که سوفیا را خلع کنند و رئیس‌شان خووانسکی را به عنوان نایب‌السلطنه جدید بگمارند تا تمایل روزافزون آنها برای رسیدن به امتیازات را برآورده سازند. سوفیا با فراخوانی شبه نظامیان، به کمک فئودور شاکلوویتی که پس از خووانسکی فرمانده ارتش شده بود، تمام شورشیان را سرکوب کرد. او برای ساکت کردن احزاب ناراضی، خووانسکی و دیگر چهره‌های مرتبط با شورش را اعدام کرد.

## سقوط
در شرایطی که سوفیا همواره نقش یک نایب‌السلطنه معمولی را حفظ می‌کرد، تزار‌ها هر سال در جایگاه خود رشد می‌کردند. پیتر در سن ۱۶ سالگی از گلیتسین خواست که در مورد همه موارد به او گزارش دهد و خاندان ناریشکین برای رسیدن دوباره به قدرت که مدت‌ها انتظارش را می‌کشید آماده شد. در سال ۱۶۸۸، پتر شروع به قدرت گرفتن کرد و سوفیا از کنترل امور ناتوان ماند. در عین حال، سوفیا تزار جوان را نادیده گرفت و به او اجازه داد تا گاردهای پرئوبراژنسکی و سمنوفسکی خود را آموزش دهد. اگرچه برخی از مورخان ادعا می‌کنند که سوفیا تلاش‌های آگاهانه‌ای برای خنثی کردن پتر و حذف او از دنیای سیاسی انجام داده‌است، با این حال، صحت این ادعا همچنان نامشخص است.
سوفیا و یارانش دربارهٔ تاج‌گذاری او به عنوان تزارینا صحبت کرده بودند و در اوت ۱۶۸۷ سعی کردند سپاه استرلتسی را متقاعد کنند تا رسماً چنین امری را بپذیرند. تا سال بعد، سوفیا و حامیانش خود را در حال افول دیدند؛ زیرا جنگ در کریمه شورش و ناآرامی را برای مسکو به همراه داشت. در این شرایط، پتر ازدواج کرده بود و خود را برای حکومت آماده می‌کرد و ایوان پنجم صاحب فرزند دختری شد که هرگونه ادعای احتمالی برای تاج و تخت را از آن شاخه حذف کرد.
تنش بین این دو جناح ادامه یافت تا اینکه پتر ۱۷ ساله شد. در آن زمان بستگان ناریشکین خواستار کناره‌گیری سوفیا شدند. در پاسخ، شاکلوویتی به سوفیا توصیه کرد که خود را تزارینا اعلام کند و سعی کرد سپاه استرلتسی را به قیام جدیدی وادار کند. اما بیشتر واحدهای استرلتسی، مرکز مسکو را به سمت حومه پرئوبراژنسکویه و بعداً به سمت لاورای ترویتسه-سرگیوا، جایی که پتر جوان در آن زندگی می‌کرد، ترک کردند. سوفیا که احساس کرد قدرت دارد از دستانش می‌لغزد، نمایندگانش را نزد پتر فرستاد و از او خواست که در کرملین به او بپیوندد. پتر صراحتاً پیشنهاد‌های او را رد کرد و خواستار اعدام شاکلوویتی و تبعید گلیتسین شد.

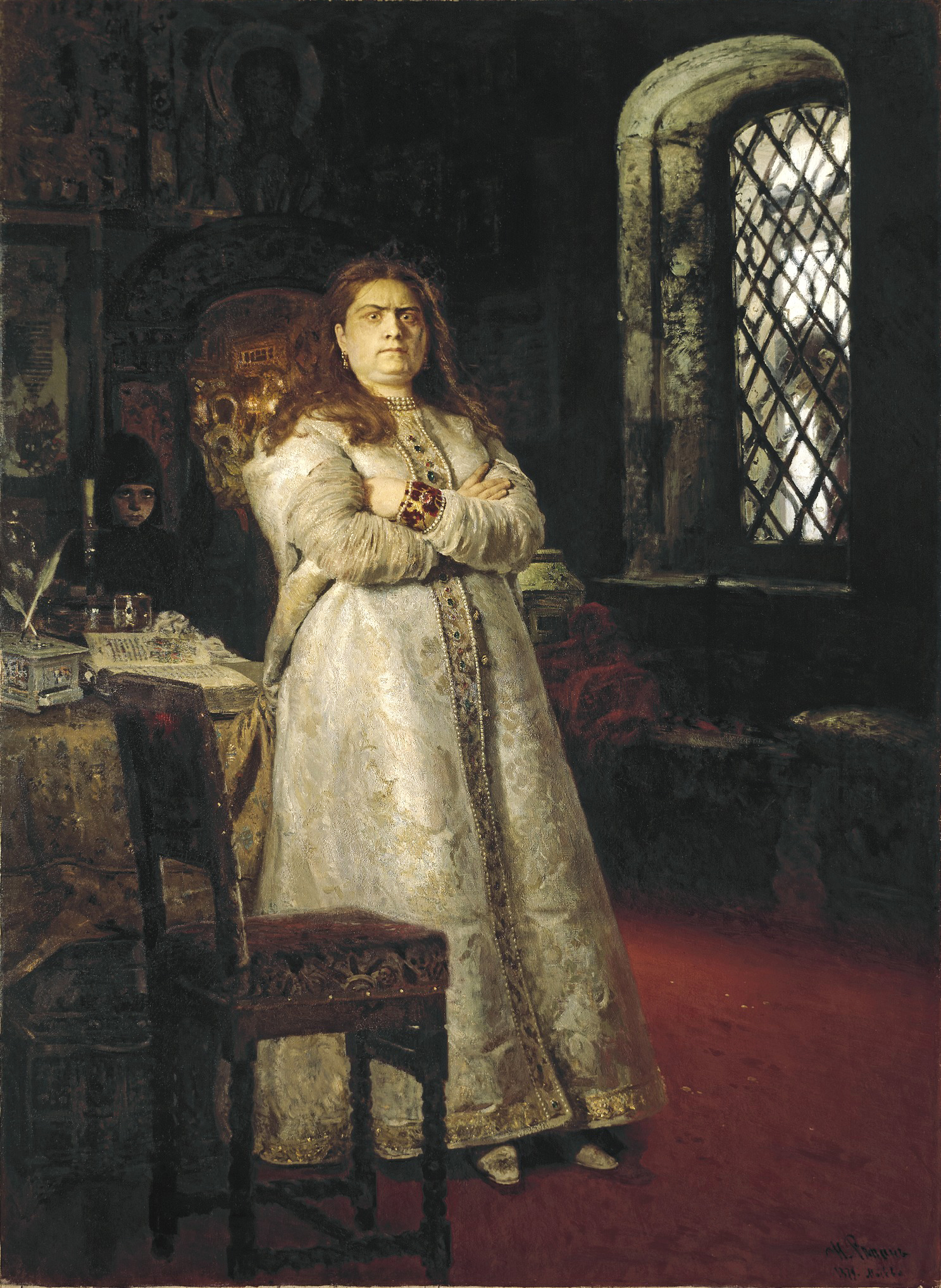
نگارۀ «دوشس بزرگ سوفیا در صومعه نوودویچی» اثر ایلیا رپین در ۱۸۷۹م؛ این نگاره سوفیا را پس از سقوط از قدرت، در اتاقی در صومعه نوودویچی به تصویر می‌کشد. در بیرون از پنجره، پتر کبیر جسد استرلتسی‌ها را آویزان کرد تا عبرت کسانی باشند که به دنبال بازگرداندن او به قدرت بودند.

پس از اینکه سوفیا موافقت کرد، بازداشت و به اجبار به صومعه نوودویچی تبعید شد. سوفیا ممکن است آخرین تلاش‌های خود را برای حفظ قدرت انجام داده باشد، اگرچه درستی این موضوع نامشخص است. سرنوشت نهایی او ده سال بعد مشخص شد؛ زمانی که سپاه استرلتسی هنگام غیبت پتر در روسیه و سفرش در اروپا، تلاش کرد تا دوباره سوفیا را به قدرت بازگرداند. این قیام با مشتی آهنین سرکوب شد و به زودی اجساد شورشیان را جلوی پنجره‌های صومعه سوفیا آویزان کردند. پس از این ماجرا او را در سخت‌ترین حالت انزوا نگه داشتند و حتی راهبه‌های دیگر به جز روز عید پاک اجازه دیدن او را نداشتند. سرانجام، سوفیا شش سال بعد در ۱۴ ژوئیه ۱۷۰۴ همان صومعه نوودویچی درگذشت.

## زندگی شخصی
در اوایل قرن هجدهم میلادی شایعاتی پیچیده بود که واسیلی گلیتسین معشوق سوفیا بوده است. اگرچه رابطۀ سوفیا با گلیتسین لزوماً یک وابستگی عاشقانه نبود. گلیتسین خودش همسر و یک خانواده بزرگ داشت. برخی دلایل این گمان‌ها را در لحن مکاتبات سوفیا با او در سال ۱۶۸۹ می‌دانند. در هر حال، روشن است که دست کم زمانی که آنها در دوران حکومت فئودور با هم ملاقات کردند، یک رابطۀ عاشقانه بین آن دو شروع نشد. فئودور به گلیتسین اعتماد زیادی داشت و هیچ مدرکی وجود ندارد که سوفیا و گلیتسین برخلاف آداب و رسوم عمل کرده باشند تا فئودور آنها را تا پس از مرگش از هم دور نگه می‌داشت. تا زمان یک نامۀ عاشقانه ثبت شده در سال ۱۶۸۹، حتی در دورۀ به قدرت رسیدن گلیتسین، هیچ شبهه‌ای از روابط آنها وجود ندارد.

## ارزیابی
در طول هفت سال سلطنت، سوفیا سیاست‌های بازداشت دهقانان فراری را کاهش داد که باعث نارضایتی بویارها شد. او همچنین برای سازماندهی ارتش تلاش کرد. سوفیا که به‌طور قابل توجهی شیفته معماری باروک شده بود، مسئولیت ایجاد آکادمی یونانی لاتین اسلاوی را برعهده گرفت که اولین مؤسسه آموزش عالی روسی بود. برجسته‌ترین رخدادهای دوره حکومت او که عمدتاً توسط گلیتسین طراحی شده بودند، پیمان صلح ابدی (۱۶۸۶) با مشترک‌المنافع لهستان–لیتوانی، پیمان نرچینسک (۱۶۸۹) با دودمان چینگ و لشکرکشی‌های ناموفق به کریمه علیه امپراتوری عثمانی بود. اگرچه دولت سوفیا توسط واسیلی گلیتسین رهبری می‌شد، خود او شخصاً بر معاهده‌های دیپلماتیک نظارت داشت. علیرغم سایر دستاوردهای او، تأثیر و میراث سوفیا بر پتر کبیر به عنوان مهم‌ترین بخش تاریخ سلطنت او به شمار می‌رود؛ زیرا شورش سال ۱۶۸۲ موجب تنفر پتر از سپاه استرلتسی (که بعد‌ها آن را منحل کرد) و بی‌اعتمادی گسترده‌اش نسبت به اشراف شد که بعدها خط مشی حکومت او را شکل دادند.

## در فرهنگ عامه
شخصیت سوفیا آلکسیونا به صورت تخیلی در رمان آهو و دیگ از رمان‌نویس هنگ کنگی، جین یونگ به تصویر کشیده شد. در آنجا قهرمان جوان داستان «شیائوبائو» به روسیه رفت و به سوفیا کمک کرد تا کودتایی را علیه برادر ناتنی‌اش پیتر یکم رهبری کند. این کار او منجر به صلح بین امپراتوری چینگ و روسیه تزاری در معاهده‌ای به نام «نرچینسک» شد.
ونسا ردگریو شخصیت سوفیا آلکسیونا را در مینی‌سریال پیتر کبیر در سال ۱۹۸۶ به تصویر کشید. بازی او نامزد جایزه امی برای بهترین بازیگر نقش مکمل زن در یک مینی‌سریال شد.